# Baillé
Baillé är en kommun i departementet Ille-et-Vilaine i regionen Bretagne i nordvästra Frankrike. Kommunen ligger i kantonen Saint-Brice-en-Coglès som tillhör arrondissementet Fougères-Vitré. År 2018 hade Baillé 279 invånare.

## Befolkningsutveckling
Antalet invånare i kommunen Baillé
Referens:INSEE